# Angie Harmon

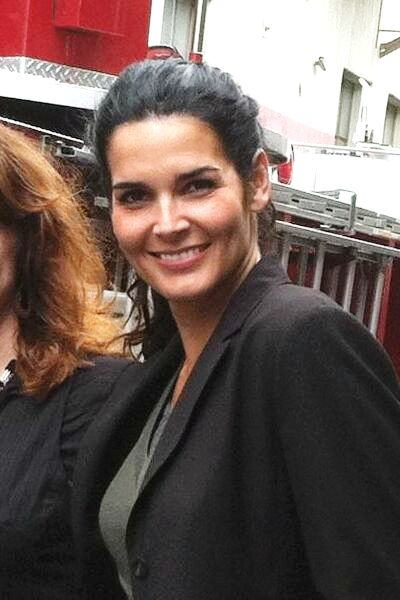
Angie Harmon, 2011

Angela Michelle „Angie“ Harmon (* 10. August 1972 in Highland Park, Texas) ist eine US-amerikanische Schauspielerin. Sie ist vor allem für ihre Rollen als Staatsanwältin Abbie Carmichael in der Fernsehserie Law & Order und als Jane Rizzoli in der Krimiserie Rizzoli & Isles bekannt.

## Leben
Harmon wurde 1972 in Texas als Tochter zweier Models geboren. Sie gewann mit 15 Jahren einen Cover-Wettbewerb für das Seventeen Magazine. Nach der High-School ließ sie sich in New York City nieder und begann ebenfalls zu modeln. Sie wurde für Editorials der Ausgaben von Elle, Cosmopolitan und in französischen und englischen Ausgaben von Vogue und Glamour gebucht. Sie arbeitete unter anderem für Calvin Klein, Giorgio Armani und Ralph Lauren.
Harmon ist Republikanerin und hielt 2004 auf der Republican National Convention eine Rede zu Ehren US-amerikanischer Kriegshelden. Sie war von 2001 bis 2014 mit dem früheren US-Footballspieler Jason Sehorn verheiratet, mit dem sie drei Töchter hat, die 2003, 2005 und 2008 geboren wurden.

## Schauspielkarriere

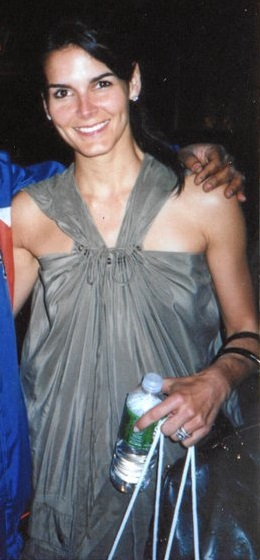
Angie Harmon, 2007

Sie wurde von David Hasselhoff entdeckt, der ihr eine Hauptrolle für Baywatch Nights anbot, obwohl sie keine Schauspielerfahrung hatte. Bekannt wurde sie durch ihre Rolle als Staatsanwältin Abbie Carmichael in der Fernsehserie Law & Order, die sie von der neunten bis zur elften Staffel spielte. 2007 übernahm sie eine Hauptrolle in der Serie Women’s Murder Club, die nach 13 Folgen eingestellt wurde. Von 2010 bis 2016 spielte sie als Detective Jane Rizzoli neben Sasha Alexander die Hauptrolle in der Krimiserie Rizzoli & Isles.

## Filmografie (Auswahl)
- 1995: Renegade – Gnadenlose Jagd (Renegade, Fernsehserie, Folge 4x08)
- 1995–1997: Baywatch Nights (Fernsehserie, 44 Folgen)
- 1996: Baywatch – Die Rettungsschwimmer von Malibu (Baywatch, Fernsehserie, Folge 6x17)
- 1997: Lawn Dogs – Heimliche Freunde (Lawn Dogs)
- 1997–1998: C-16: Spezialeinheit FBI (C-16: FBI, Fernsehserie, 13 Folgen)
- 1998–2001: Law & Order (Fernsehserie, 72 Folgen)
- 1999–2000: Law & Order: Special Victims Unit (Fernsehserie, 6 Folgen)
- 2000: Batman of the Future – Der Joker kommt zurück (Batman Beyond: Return of the Joker, Stimme von Commissioner Barbara Gordon)
- 2000: Batman of the Future (Fernsehserie, 3 Folgen, Stimme von Commissioner Barbara Gordon)
- 2001: Good Advice – Guter Rat ist teuer (Good Advice)
- 2002: Video Voyeur – Verbotene Blicke (Video Voyeur, Fernsehfilm)
- 2003: Agent Cody Banks
- 2005: The Deal
- 2005: Inconceivable (Fernsehserie, 10 Folgen)
- 2005: Dick und Jane (Fun with Dick and Jane)
- 2006: End Game
- 2006: Seraphim Falls
- 2006: The Goode’s House (The Good Mother)
- 2007–2008: Women’s Murder Club (Fernsehserie, 13 Folgen)
- 2008: Living Proof (Fernsehfilm)
- 2009: Samantha Who? (Fernsehserie, Folge 2x19)
- 2010: Chuck (Fernsehserie, Folge 3x04)
- 2010–2016: Rizzoli & Isles (Fernsehserie, 105 Folgen)
- 2017–2018: Voltron: Legendärer Verteidiger (Voltron: Legendary Defender, Fernsehserie, 3 Folgen, Stimme von Lady Trigel)
- 2022: Buried in Barstow (Fernsehfilm)